# Faraya
Faraya (en arabe : فريا) est un village du Liban, situé à 44 kilomètres de Beyrouth et à 27 kilomètres de Jounieh, dont l'altitude est comprise entre 1 600 mètres et 2 000 métres.

## Histoire
En 1960, Sami Geammal, Emile Riachi et un groupe de skieurs passionnés installent le premier remonte-pente importé de Suisse, sur la colline du Refuge et construisent les quatre premiers chalets de la région. Un an plus tard, ils achètent 160 000 mètres carrés de propriété de Prosper Gay-Para dans le but de prolonger la zone de développement,.
En 1963, la Compagnie de Sports d'Hiver et du Tourisme Mzaar Kfardebian est lancée avec Cheikh Salim El-Khazen comme principal actionnaire et financée par le banquier Joseph Abdo Khoury qui deviendra plus tard le président de la compagnie. La compagnie acquiert la concession pour construire et opérer des remonte-pentes sur les terrains appartenant aux municipalités du district de Kesrouan. En 1965, l'hôtel Mzaar ouvre ses portes et l'entreprise installe le premier télésiège sur les collines de Jabal Dib. La jonction entre le Refuge et Jabal Dib est réalisée en 1968 par l'installation du troisième remonte-pente de la station qui est nommé Jonction.
Dans les années 1980, pendant la guerre civile, la Société Mzaar-Kfardebian est reprise par le groupe saoudien al Mabani dirigé par Fouad Rizk et Nehmé Tohmé Rizk. En 1993, quelques années après la fin de la guerre civile libanaise, le nouveau groupe commence une phase d'expansion de la station. Un télésiège à trois places est installé pour atteindre le pic de Mzaar, le plus haut sommet de la zone, suivi par la suite de plusieurs autres télésièges, portant le nombre de remontées mécaniques de la station à 19.
En 1999, le domaine de Wardeh est créé, portant la superficie skiable à 80 kilomètres.

## Controverse sur le nom de la station
Mzaar est le mot arabe pour sanctuaire. La plus haute montagne de Oyoune el Siman s'appelle Jabal el Mzaar (montagne du sanctuaire), d'après un petit temple romain construit à son sommet. On croit que les Romains utilisaient les feux en tant que signaux pour communiquer entre la zone côtière et Baalbek ou Héliopolis, à travers le pic du Mzaar. Le temple a été totalement détruit pendant la  guerre civile (1975-1990) et ses pierres ont été volées.
Le vrai nom de la région est Ouyoune el Siman (ce qui veut dire: les sources de Siman).

## Domaine skiable
Le ski se pratique à Mzaar entre 1 850 m et 2 465 m au sommet du Mzaar. De ce sommet, à l'arrivée du télésiège, il y a une vue sur la vallée de la Bekaa, le mont Hermon dans l'Anti-Liban et les autres sommets tels Zaarour, Laqlouq et les Cèdres. Les villes côtières et la capitale Beyrouth peuvent être vues par temps clair.
Les sommets de Mzaar varient entre des hauteurs de 1 913et de 2 465 mètres. Les points culminants sont le Mzaar, suivi par Wardeh et Jabal Dib (traduite par montagne aux loups), certaines pistes y étant réservées pour les skieurs expérimentés. Trois autres sommets sont plus adaptés aux skieurs débutants ou de niveau intermédiaire.
À côté du ski alpin traditionnel, les visiteurs peuvent pratiquer le ski-doo, le ski de nuit, le snowboard. Des démonstrations de ski et des défilés de mode sont régulièrement organisés pour promouvoir la station.

## Sites naturels et historiques
À une altitude de 1 550 m, Faqra abrite temples romains, colonnes, autels et tombeaux romains, en très bon état de conservation.
Sur le chemin vers les ruines de Faqra, on peut voir un pont naturel, appelé Jisr al-Hajar (le « Pont de Pierre ») avec un arc mesurant trente-huit mètres.

## Clubs de ski
Mzaar compte de nombreux clubs de ski affiliés à la Fédération libanaise de ski, fondée en 1961.

## Randonnée pédestre
La station est une étape du Lebanon MoUntain Trail, sentier de grande randonnée qui parcourt tout le massif du Mont Liban.